# Trébol
Trébol, ofta omnämnd som Trebol, född 30 mars 2007 på Menorca, är en spansk varmblodig travhäst. Han tränas och körs av Gabriel Angel Pou Pou. Han är sedan 2019 den travhäst som tagit flest antal segrar i följd, en titel som han då övertog från den svenska hästen Järvsöfaks. Han är även den första spanskfödda travhäst som segrat i ett Grupp 1-lopp för äldre travare. Hästen ägs av Pau Salord, vid stallet Sa Farola på Menorca.

## Karriär
Trébol tränades under många år i Frankrike och matchades i franska och internationella lopp. Han har tagit karriärens hittills största segrar i Kymi Grand Prix (2015, 2016) och Prix du Luxembourg (2016). Bland andra stora meriter räknas även tredjeplatsen i Copenhagen Cup (2016).
Efter fjärdeplatsen i Grand Critérium de Vitesse fastnade Trébol i ett dopingtest, då de båda ämnena oripavin och morfin hittades i kroppen. Trébol friades sedan, då det franska travförbundet konstaterat att substanserna har funnits i Trébols foder och det inte kunde uteslutas att fodret blivit förorenat.
Då Trébol blev tio år gammal föll han för åldersstrecket i Frankrike och flyttades därefter hem till Spanien för fortsatt tävlande. Under tiden i Spanien började Trébol att rada upp segrar. I mars 2019 övertog han titeln som varmblodet med längst segerrad, efter att han segrat i 40 lopp i rad.
I maj 2019 tog Trébol sin 43:e raka seger, och han gick då om det svenska kallblodet Järvsöfaks som travhästen med längst segerrad. Trébol fortsatte sedan att utöka segerraden, innan han slutade trea i ett lopp med 300 euro i förstapris på hemön Menorca i oktober 2019. Totalt tog Trébol 56 raka segrar.